# Worodougou
Worodougou is een bestuurlijke regio in het district Woroba van het West-Afrikaanse land Ivoorkust. De regio telde in 2014 272.334 inwoners. De regio heeft een oppervlakte van 11.430 vierkante kilometer en heeft Séguéla als hoofdplaats.
Het Nationaal park Mont Sangbé ligt deels in de regio.

## Grenzen
Worodougou ligt te midden van zeven andere Ivoriaanse regio's:
- Denguélé in het noordwesten.
- Savanes in het noordoosten.
- Vallée du Bandama in het oosten.
- Marahoué in het zuidoosten.
- Haut-Sassandra in het zuiden.
- Dix-Huit Montagnes in het zuidwesten.
- Bafing in het westen.

## Departementen
De regio is verder opgedeeld in twee departementen
:
- Kani
- Séguéla